# Душан Маричић
Душан Маричић Гумар (Грачац, 21. септембар 1970) српски је бивши официр МУП-а и бивши командант ЈСО (2001—2003).

## Биографија
Рођен је у Малој Попини, код Грачаца. Потиче из сиромашне породице. Отац му је имао вулканизерску радњу у Грачацу.
Године 1991. регрутовао га је Франко Симатовић у милицију Крајине. Радио је за МУП РС од 1991. до 1996.
Од 1996. до 2001. био је официр Јединице за специјалне операције Ресора државне безбедности.
Гумар је наследио Милорада Улемека Легију на месту команданта ЈСО у лето 2001, пошто је Легија морао да се повуче.
Окривљен је за убиство Ивана Стамболића и злочин на Ибарској магистрали. Служи затворску казну у Пожаревцу.